# Krugersdorp Game Reserve

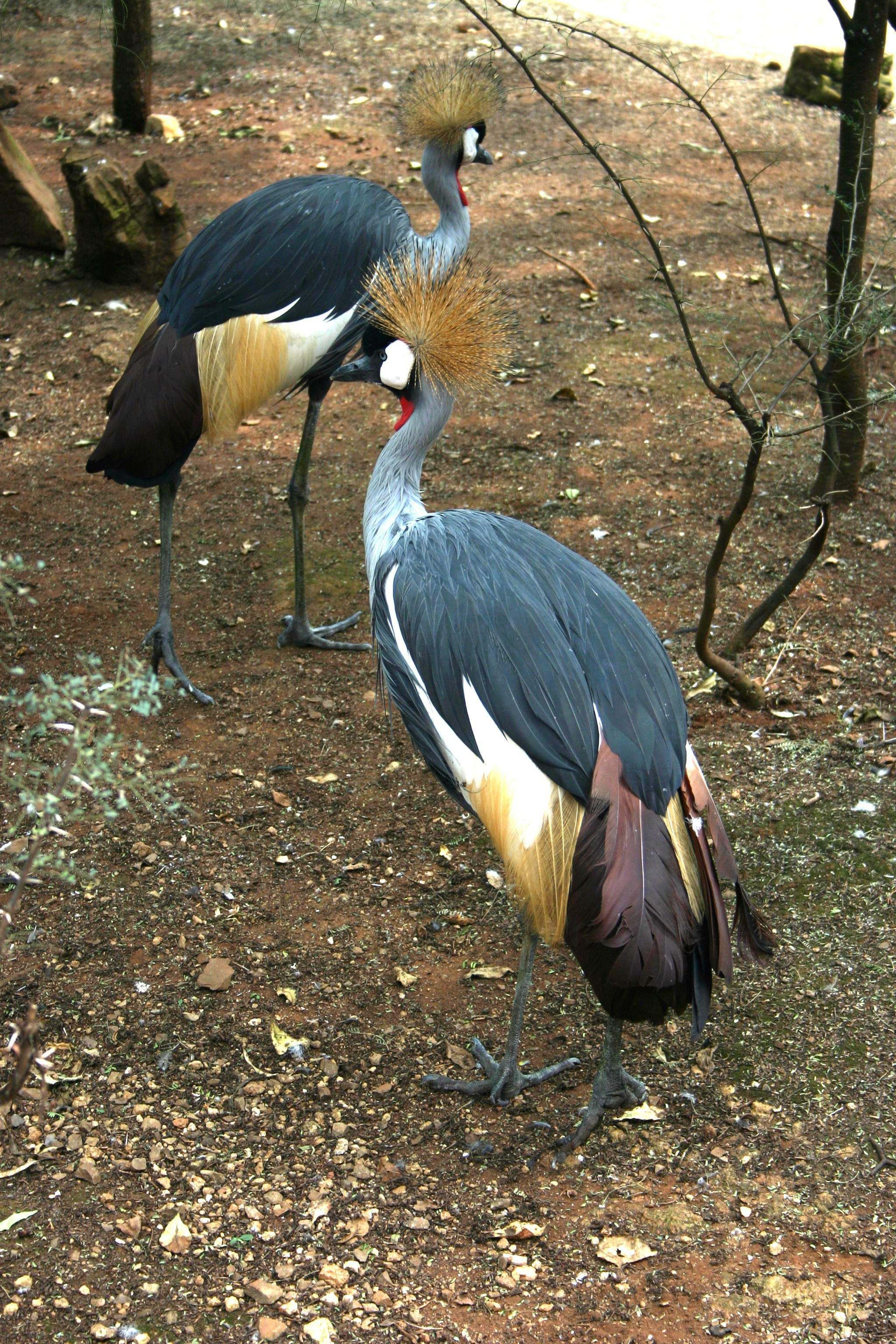
Südafrika-Kronenkraniche in der begehbaren Voliere

Das Krugersdorp Game Reserve (afrikaans: Krugersdorp Wildtuin) ist ein 1500 Hektar großes Wildreservat in Krugersdorp, Gauteng (Südafrika). Es liegt ungefähr 30 Kilometer westlich von Johannesburg.
Das Reservat befindet sich zum Teil auf einem alten Bergwerksgelände. In erster Linie besteht hier die Landschaft aus Grasland mit Sträuchern und kleinen Wäldern. Im Norden des Reservats liegen kleine Teiche mit Schilf. Auf dem Gelände leben 30 Säugetierarten, darunter vier der sogenannten „Big Five“. Die Löwen leben jedoch in einem separaten, 100 Hektar großen Gehege, welches mit dem Auto befahren werden kann. Des Weiteren kann man hier unter anderem Giraffen, Zebras, Springböcke und Oryxantilopen beobachten. In einem alten Steinbruch befindet sich die begehbaren Voliere, in der unter anderem Webervögel leben.
Das Reservat kann man mit dem eigenen Auto erkunden. Alle Straßen sind befestigt. Es werden aber auch Pferdesafaris angeboten. Auf dem Gelände befinden sich ein Campingplatz und eine Lodge.